# Torneo de Marsella 2020
El Open 13 Provence 2020 fue un evento de tenis de la ATP Tour 250 serie. Se disputó en Marsella, Francia en el Palais des Sports de Marseille desde el 17 hasta el 23 de febrero de 2020.

## Distribución de puntos
| Modalidad            | Campeón | Finalista | Semifinales | Cuartos de final | 2ª ronda | 1ª ronda | Clasificados | 2ª ronda de clasificación | 1ª ronda de clasificación |
| Individual masculino | 250     | 165       | 100         | 50               | 25       | 0        | 13           | 7                         | 0                         |
| Dobles masculino     | 250     | 150       | 90          | 45               | 20       | 0        | -            | -                         | -                         |

## Cabezas de serie

### Individuales masculino
| Tenista               | Ranking | Preclasificado |
| Daniil Medvédev       | 5       | 1              |
| Stefanos Tsitsipas    | 6       | 2              |
| David Goffin          | 10      | 3              |
| Denis Shapovalov      | 16      | 4              |
| Karen Jachanov        | 17      | 5              |
| Benoît Paire          | 19      | 6              |
| Félix Auger-Aliassime | 21      | 7              |
| Hubert Hurkacz        | 29      | 8              |

- Ranking del 10 de febrero de 2020.[2]

### Dobles masculino
| Tenista                              | Ranking | Preclasificado |
| Kevin Krawietz Andreas Mies          | 23      | 1              |
| Wesley Koolhof Nikola Mektić         | 36      | 2              |
| Jamie Murray Neal Skupski            | 53      | 3              |
| Jürgen Melzer Édouard Roger-Vasselin | 55      | 4              |

## Campeones

### Individual masculino
Stefanos Tsitsipas venció a  Félix Auger-Aliassime por 6-3, 6-4

### Dobles masculino
Nicolas Mahut /  Vasek Pospisil vencieron a  Wesley Koolhof /  Nikola Mektić por 6-3, 6-4